# Kronen Vanløse
Kronen er et indkøbscenter i Vanløse i København. Der er cirka 40 butikker inden for tøj, elektronik, indretning, bøger og mad samt et fitnesscenter. Centeret ligger lige ved siden af Vanløse metro- og S-togsstation.
Kronen blev indviet af overborgmester Frank Jensen og rockmusikeren Jesper Binzer 12. oktober 2017. Navnet Kronen sigter blandt andet til trækroner og dermed den grønne bevægelse i området. Desuden henviser det til margarinefabrikken Kronen, der lå i nærheden på Jyllingevej 56.